# Gerald Casale
Gerald Vincent "Jerry" Casale (né Pizzute; nascido em 28 de julho de 1948) é um músico americano. Ele ganhou destaque no final dos anos 1970 como co-fundador, co-vocalista e baixista da banda new wave Devo, que lançou um hit top 20 em 1980 com o single "Whip It". Casale é o principal letrista e um dos principais compositores da música de Devo e dirigiu a maioria dos videoclipes de Devo. Ele é um dos dois únicos membros (junto com o vocalista e tecladista Mark Mothersbaugh) que estiveram com o Devo ao longo de toda a sua história. O irmão de Casale, Bob, também se apresentou com a banda.
Casale seguiu carreira solo em 2005 enquanto ainda era membro do Devo com o projeto Jihad Jerry & the Evildoers. O projeto recebeu pouca promoção além de um videoclipe para o single "Army Girls Gone Wild". Jihad Jerry se apresentou em vários shows perto do final da turnê do Devo em 2006, apresentando a música "Beautiful World". Ele também se apresentou ocasionalmente com outras bandas.
Casale também dirigiu videoclipes para outros artistas, incluindo The Cars ("Touch and Go"), Rush ("Mystic Rhythms"), A Perfect Circle ("Imagine"), Foo Fighters ("I'll Stick Around"), Soundgarden ("Blow Up the Outside World") e Silverchair ("Freak" e "Cemetery"), entre outros.

## Biografia
Gerald Vincent Pizzute nasceu em 28 de julho de 1948, em Ravenna, Ohio. Ele nasceu com o sobrenome Pizzute porque seu pai, Bob, mudou legalmente seu nome (seu nome de nascimento era Robert Edward Casale) para o de seus pais adotivos. Quatro anos após o nascimento de Gerald, seu pai mudou seu nome de volta para seu nome de nascimento. Gerald Casale cresceu em Kent, Ohio e se formou na Theodore Roosevelt High School em 1966.

## Carreira

### The Numbers Band e Devo
Antes de Devo, Casale tocava baixo na Numbers Band. Ele causou atrito na banda ao sugerir que eles deveriam incorporar jingles publicitários e outros elementos de "baixa cultura" em suas músicas. Depois de deixar a Numbers Band e se formar, Casale frequentou a Kent State University, com especialização em arte (com foco em artes plásticas / cênicas e estudos relacionados à moda). No final dos anos 1960, ele se autodenominava um hippie até o tiroteio de 4 de maio de 1970. Por estar envolvido com a orientação de calouros no KSU Honors College, ele conhecia pessoalmente duas das vítimas, Jeffrey Miller e Allison Krause, e estava perto de Krause quando ela foi baleada. Casale descreveu aquele dia em várias entrevistas como sendo "o dia em que deixei de ser hippie". Juntamente com Bob Lewis, Casale usou o tiroteio como um catalisador para desenvolver o conceito de De-evolução, formando a banda Devo em 1973. Casale era o membro mais velho da banda.

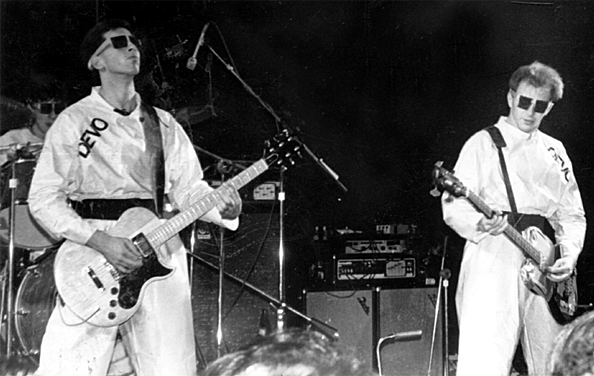
Devo tocando ao vivo em Atlanta, Geórgia, 1978: Bob Casale e Gerald Casale

Inicialmente apresentando Casale (baixo), Mark Mothersbaugh (vocal) e os irmãos de Mark, Bob (guitarra) e Jim (bateria eletrônica), a banda acabou se consolidando em torno da formação de Casale, seu irmão Bob (segundo guitarrista), Mark e Bob Mothersbaugh e o baterista Alan Myers. Em 14 de outubro de 1978, Devo apareceu no programa de variedades americano Saturday Night Live para promover seu álbum de estreia, Q: Are We Not Men? R: We Are Devo! (1978), o que aumentou significativamente sua exposição. Depois que seu segundo álbum, Duty Now for the Future (1979), foi menos bem recebido, seu terceiro álbum, Freedom of Choice (1980), produziu o single  "Whip It", que alcançou a 14ª posição na parada Billboard Hot 100. O álbum alcançou a 22ª posição na Billboard 200, e seu sucessor, New Traditionalists (1981), teve quase o mesmo sucesso, chegando à 23ª posição.
Oh, No! It's Devo (1982) viu a banda se movendo mais em direção ao mainstream e exibiu um uso crescente de sintetizadores e percussão eletrônica, mas foi menos bem recebido do que seus dois predecessores. O sexto álbum de estúdio da banda, Shout (1984), continuou nessa linha e foi mal recebido, o que levou a Warner Bros. a comprar o restante do contrato de Devo. Myers deixou a banda logo depois.
Em 1987, Devo voltou com o novo baterista David Kendrick, ex-Sparks, para substituir Myers. Seu primeiro projeto foi uma trilha sonora para o filme de terror Slaughterhouse Rock (1988), estrelado por Toni Basil, após o qual lançaram os álbuns Total Devo (1988) e Smooth Noodle Maps (1990), pela Enigma.
Em 1990, os membros do Devo, bar Bob Mothersbaugh, apareceram no filme The Spirit of '76 (1990). Devo mais tarde teve um desentendimento e fez dois shows em 1991 antes de se separar. Após a separação, Casale começou uma carreira como diretor de videoclipes e comerciais, trabalhando com bandas como Rush, Soundgarden, Silverchair e Foo Fighters.
Em 2005, Devo gravou uma nova versão de "Whip It" para ser usada em comerciais de televisão Swiffer, uma decisão da qual eles disseram se arrepender. Durante uma entrevista com o Dallas Observer, Casale disse: "É apenas esteticamente ofensivo. Tem tudo o que um comercial que desanima as pessoas tem."
Em 2006, Devo trabalhou em um projeto com a Disney conhecido como Devo 2.0. Uma banda de artistas infantis foi montada e regravou as canções do Devo. Uma citação do Akron Beacon Journal afirmou: "Devo terminou recentemente um novo projeto em conluio com a Disney chamado Devo 2.0, que apresenta a banda tocando músicas antigas e duas novas com vocais fornecidos por crianças. Seu álbum de estreia, um combo de CD/DVD de dois discos intitulado DEV2.0, foi lançado em 14 de março de 2006. As letras de algumas das canções foram alteradas para uma reprodução familiar, o que a banda afirmou ser uma brincadeira com a ironia das mensagens de seus sucessos clássicos."

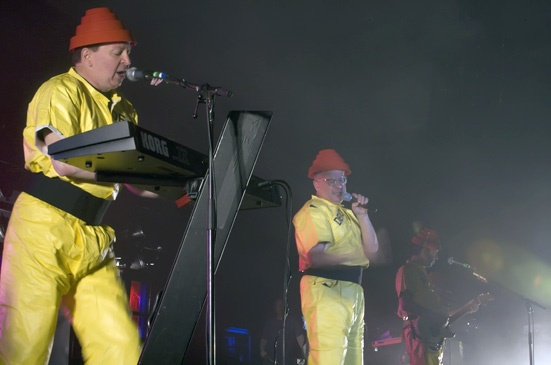
Devo tocando ao vivo no Festival Hall, em Melbourne, Austrália, 2008: Casale e Mark Mothersbaugh

Em uma entrevista em abril de 2007, Gerald Casale mencionou um projeto provisório para um filme biográfico sobre os primeiros dias de Devo. Segundo Casale, um roteiro supostamente estava em desenvolvimento, chamado The Beginning Was the End. Casale afirmou que pode haver algum novo material do Devo chegando também, mas não está claro se está relacionado ao lançamento de um filme. Devo fez sua primeira turnê europeia desde 1990 no verão de 2007, incluindo uma apresentação no Festival Internacional de Benicàssim.
Em dezembro de 2007, Devo lançou seu primeiro novo single desde 1990, "Watch Us Work It", que apareceu em um comercial da Dell. A música apresenta uma amostra de bateria da música "The Super Thing" dos New Traditionalists . A banda anunciou em um boletim do MySpace de 23 de julho de 2007 que um videoclipe completo para a música seria lançado e a música em si estava disponível no iTunes e eMusic. Casale disse que a música foi escolhida de um lote em que a banda estava trabalhando e que foi o mais próximo que a banda esteve de um novo álbum.
Em um artigo de 5 de dezembro de 2007 no Mutato Muzika, o LA Weekly relatou que "Depois de fazer turnês esporadicamente na última década, mas sem lançar nenhum material novo, Devo está passando dezembro no Mutato tentando criar um álbum com material novo e contemplando um método de dispersão no mundo pós-gravadora." Em uma entrevista em abril de 2008, Mothersbaugh revelou o título de uma música do álbum em andamento: "Don't Shoot, I'm a Man". Em uma entrevista de rádio em 17 de abril de 2008, Casale afirmou que Mothersbaugh havia "matado o projeto" e que não haveria um novo álbum do Devo. Casale, no entanto, afirmou posteriormente que "Vamos terminar o que começamos".
O álbum, Something for Everybody, foi finalmente lançado em 15 de junho de 2010, precedido por um single em vinil de 12 polegadas de "Fresh"/"What We Do" em 10 de junho.
Devo foi premiado com o primeiro Moog Innovator Award em 29 de outubro de 2010, durante o Moogfest 2010 em Asheville, Carolina do Norte. Diz-se que o Moog Innovator Award celebra "artistas pioneiros cujo trabalho que desafia o gênero exemplifica o espírito ousado e inovador de Bob Moog". Devo estava programado para se apresentar no Moogfest, mas Bob Mothersbaugh machucou gravemente a mão três dias antes, e a banda foi forçada a cancelar. Mark Mothersbaugh e Gerald Casale colaboraram com Austin, Texas, banda The Octopus Project para apresentar "Girl U Want" e "Beautiful World" no evento.
Em entrevista em 3 de março de 2011, Casale afirmou que estava "trabalhando em um roteiro para um. . . Devo musical" que seria voltado para uma produção ao vivo da Broadway.
Em agosto de 2012, a banda lançou um single chamado "Don't Roof Rack Me, Bro (Seamus Unleashed)", dedicado ao ex-cão de estimação do candidato presidencial do Partido Republicano, Mitt Romney, Seamus. O título refere-se ao incidente com o cachorro de Mitt Romney, ocorrido em 1983, quando Romney viajou doze horas com o cachorro em uma caixa no bagageiro do teto de seu carro. Casale também mencionou planos para lançar uma coleção de demos das sessões de Something for Everybody, com títulos em potencial como Devo Opens the Vault, Gems from the Devo Dumpster ou Something Else for Everybody . O álbum acabou sendo intitulado Something Else for Everybody e foi lançado em 20 de maio de 2014.
Em abril de 2020, Casale participou de uma longa entrevista com o podcast Protonic Reversal de Conan Neutron, discutindo muitos assuntos relacionados à banda e muito mais. Ele voltou para um acompanhamento no mês seguinte e dois anos depois.

### Outros trabalhos

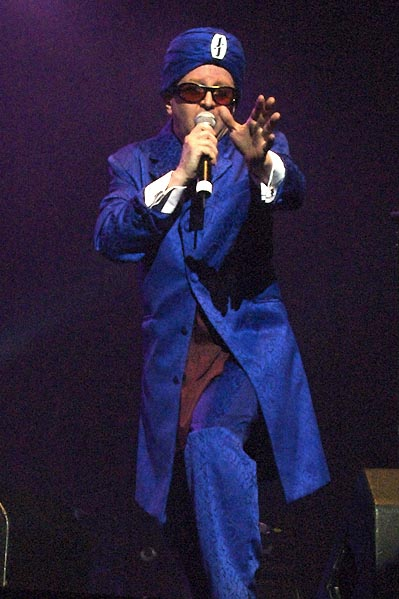
Casale como Jihad Jerry tocando ao vivo com Devo em São Francisco, Califórnia, 2006

Em 2005, Casale anunciou seu projeto "solo", Jihad Jerry & the Evildoers (os próprios Evildoers, incluindo os outros membros do Devo) e lançou o primeiro EP, Army Girls Gone Wild em 2006. Um álbum completo, Mine Is Not a Holy War, foi lançado em 12 de setembro de 2006, após um atraso de vários meses. Apresentava principalmente material novo, além de regravações de quatro canções obscuras do Devo: "I Need a Chick" e "I Been Refused" (de Hardcore Devo: Volume Two ), "Find Out" (que apareceu no single e EP de "Peek-a-Boo!" em 1982) e "Beehive" (que foi gravada pela banda em 1974, então aparentemente abandonada com exceção de uma aparição em um show especial em 2001).
Casale dirigiu vários comerciais de televisão, incluindo anúncios para Diet Coke e Honda Scooters apresentando Devo, bem como para os restaurantes Coco's, e Miller Lite. Elementos distintivos do estilo visual de Casale incluem ângulos holandeses, cores dessaturadas e aguadas de cores nas imagens.
Embora Jihad Jerry nunca tenha feito turnê, o personagem teatral apareceu com Devo em vários shows em 2006, bem como no programa Red Eye da Fox News. Casale abandonou o personagem Jihad Jerry em 2007; Ele foi citado como tendo dito "As pessoas estão meio assustadas com as coisas do Jihad Jerry. Achei que todos iriam achar muito engraçado e se divertir, mas as pessoas estão realmente ofendidas e com medo. . . Eu acho que é isso. Eu não quero que eles tenham mais Jihad Jerry para chutar por aí!". Mais tarde, Casale vestiu o turbante Jihad Jerry para uma apresentação com o DJ e produtor Adam Freeland do Reino Unido no festival de música South by Southwest em 2009.
Casale e Mothersbaugh também produziram música para outros artistas, incluindo Toni Basil.
Em 2014, Casale fez uma participação especial em um vídeo de segurança a bordo da Delta Air Lines com tema dos anos 1980, retratando um passageiro que coloca sua bagagem de mão (uma cúpula de energia Devo) sob o assento à sua frente para se preparar para decolar.
Casale colaborou com o artista eletrônico italiano Phunk Investigation na música "It's All Devo!", Lançada como EP com seu nome verdadeiro para o Record Store Day 2016.

## Equipamento
Casale tocou vários tipos de baixo para canhotos, a maioria fortemente customizados. Entre os mais característicos está um baixo em forma de lágrima, na verdade um Gibson Ripper com seus chifres serrados e um acolchoamento de braço grosso adicionado ao lado superior, como visto nos vídeos de " (I Can't Get No) Satisfaction" e "Come Back Jonee". A partir de 1982, Casale usou um baixo Steinberger série L para destros, tocado de cabeça para baixo. Ele tocou vários baixos de teclado, incluindo um EDP Wasp, um Minimoog (bem como um sintetizador customizado pela Moog Music que consistia em dois Minimoogs conectados juntos), um Roland D-50 e um Korg TR-61. A partir de 2012, Casale usou um Roland GAIA SH-01.

## Vida pessoal
Em 1970, ele era um estudante da Kent State University em Kent, Ohio, e foi testemunha dos tiroteios de 1970 no estado de Kent. Duas pessoas mortas no tiroteio, Jeffrey Miller e Allison Krause, eram amigos de Casale. Em uma entrevista de 2020, ele afirmou: "Passei por uma mudança traumática. Foi apenas uma bifurcação na estrada onde você percebe que tudo o que lhe disseram é mentira. . . Não vimos progresso. Nós vimos isso indo para trás, começamos a ficar mais tribais e mais diabolicamente mesquinhos e mais caóticos."
Casale se interessou por vinhos depois de se mudar para a Califórnia em 1978. Na década de 1990 deu aulas de degustação de vinhos por três anos durante o hiato do Devo. Em 2014, anunciou que abriria uma nova empresa de vinhos, a "50 by 50", vendendo Pinot noirs.
Casale comprou a histórica Casa Josef Kun em 2007 e passou sete anos em uma restauração meticulosa com a ajuda do preservacionista James Rega. A casa foi projetada por Richard Neutra no início dos anos 1930. Casale colocou a casa no mercado em 2015.
Em 17 de fevereiro de 2014, o irmão mais novo de Casale e colega de banda Devo, Bob Casale, morreu aos 61 anos. De acordo com Gerald, foi uma "morte súbita de condições que levaram à insuficiência cardíaca".
Em 11 de setembro de 2015, Casale se casou com Krista Napp em Santa Monica, Califórnia. Antes do casamento, o casal teria sido questionado por amigos sobre a data coincidir com o 14º aniversário dos ataques de 11 de setembro. Depois de brincar que ele e Napp eram "as Torres Gêmeas do amor", um amigo encarregado do bolo preparou uma recepção com o tema 11 de setembro sem o conhecimento deles, apresentando um bolo feito no formato das Torres Gêmeas, estiletes como lembrancinhas de festa e cartões de mesa com imagens de estiletes com "Gerald & Krista" gravados neles. Depois que o TMZ publicou uma reportagem sobre o evento em 14 de setembro e publicou fotos, Casale recebeu uma reação significativa da mídia e online. Pedindo desculpas a quem se ofendeu, Casale chamou a recepção de "surpresa" e "armação", explicando que seu amigo "achou que era uma espécie de humor doentio transgressivo, e o problema é que não tem graça".
Desde 2021, Casale vive em Napa, California. Em 17 de novembro de 2022, teve sua primeira filha, Inara.
Casale e os outros membros do Devo costumavam fazer parte da Igreja do SubGenius.

## Trilhas sonoras
| Ano  | Título                                     | Diretor            | Estúdio          | Notas                 |
| ---- | ------------------------------------------ | ------------------ | ---------------- | --------------------- |
| 1987 | Revenge of the Nerds II: Nerds in Paradise | Joe Roth           | 20th Century Fox | com Mark Mothersbaugh |
| 1988 | Slaughterhouse Rock                        | Dimitri Logothetis | Arista Films     | com Mark Mothersbaugh |

## Filmografia

### Videoclipes
| Ano  | Canção                               | Artista                                       | Notas                                    |
| ---- | ------------------------------------ | --------------------------------------------- | ---------------------------------------- |
| 1978 | "(I Can't Get No) Satisfaction"      | Devo                                          | Co-dirigido por Chuck Statler            |
| 1978 | "Come Back Jonee"                    | Devo                                          | Co-dirigido por Chuck Statler            |
| 1979 | "The Day My Baby Gave Me a Surprise" | Devo                                          |                                          |
| 1979 | "Worried Man"                        | Devo                                          | Segmento no filme Human Highway          |
| 1980 | "Panorama"                           | The Cars                                      | Co-dirigido por Chuck Statler            |
| 1980 | "Touch and Go"                       | The Cars                                      | Co-dirigido por Chuck Statler            |
| 1980 | "Girl U Want"                        | Devo                                          | Co-dirigido por Chuck Statler            |
| 1980 | "Freedom of Choice"                  | Devo                                          | Co-dirigido por Chuck Statler            |
| 1980 | "Whip It"                            | Devo                                          |                                          |
| 1981 | "Love Without Anger"                 | Devo                                          | Co-dirigido por Chuck Statler            |
| 1981 | "Through Being Cool"                 | Devo                                          |                                          |
| 1981 | "Beautiful World"                    | Devo                                          |                                          |
| 1982 | "Time Out for Fun"                   | Devo                                          | Co-dirigido por Chuck Statler            |
| 1982 | "Peek-a-Boo!"                        | Devo                                          | Co-dirigido por Chuck Statler            |
| 1982 | "That's Good"                        | Devo                                          | Co-dirigido por Chuck Statler            |
| 1983 | "Theme from Doctor Detroit"          | Devo                                          | Co-dirigido por Chuck Statler            |
| 1984 | "Are You Experienced?"               | Devo                                          | Co-dirigido por Chuck Statler            |
| 1985 | "Meeting in the Ladies Room"         | Klymaxx                                       |                                          |
| 1985 | "Mystic Rhythms"                     | Rush                                          |                                          |
| 1985 | "One More Colour"                    | Jane Siberry                                  |                                          |
| 1988 | "Disco Dancer"                       | Devo                                          |                                          |
| 1989 | "Superconductor"                     | Rush                                          |                                          |
| 1990 | "Post Post-Modern Man"               | Devo                                          |                                          |
| 1995 | "I'll Stick Around"                  | Foo Fighters                                  |                                          |
| 1996 | "Blow Up the Outside World"          | Soundgarden                                   |                                          |
| 1997 | "You Don't Have to Hurt No More"     | Mint Condition                                |                                          |
| 1997 | "Freak"                              | Silverchair                                   |                                          |
| 1997 | "Cemetery"                           | Silverchair                                   |                                          |
| 1997 | "Bikeracks"                          | Cola                                          |                                          |
| 1997 | "Green to Me"                        | Hum                                           |                                          |
| 1997 | "Downtime"                           | Fat                                           |                                          |
| 1998 | "Self Destructive"                   | Ridel High                                    |                                          |
| 2004 | "Imagine"                            | A Perfect Circle                              |                                          |
| 2006 | "Army Girls Gone Wild"               | Jihad Jerry & the Evildoers                   | Co-dirigido por Grady Sain               |
| 2009 | "Don't Shoot (I'm a Man)"            | Devo                                          | Co-dirigido por Davy Force               |
| 2010 | "Fresh"                              | Devo                                          | Co-dirigido por Davy Force               |
| 2011 | "What We Do"                         | Devo                                          | Co-dirigido por Kii Arens e Jason Trucco |
| 2011 | "California"                         | Datarock                                      |                                          |
| 2016 | "It's All Devo!"                     | Devo's Gerald Casale with Phunk Investigation | Co-dirigido por Maurizio Temporin        |
| 2021 | "I'm Gonna Pay U Back"               | Devo's Gerald V. Casale                       | Co-dirigido por Davy Force               |

## Discografia

### Solo
| Ano  | Título                          | Gravadora           | Notas                                                                                   |
| ---- | ------------------------------- | ------------------- | --------------------------------------------------------------------------------------- |
| 2005 | Army Girls Gone Wild EP         | Cordless Recordings | como Jihad Jerry & the Evildoers                                                        |
| 2006 | Mine Is Not a Holy War          | Cordless Recordings | como Jihad Jerry & the Evildoers                                                        |
| 2008 | "To Be or Not"                  | X Production        | como Devo's Gerald Casale with Die Alten Maschinen                                      |
| 2016 | "It's All Devo!"                | MVD                 | como Devo's Gerald Casale with Phunk Investigation                                      |
| 2021 | AKA Jihad Jerry & The Evildoers | Real Gone Music     | como DEVO's Gerald V. Casale Versão remasterizada e expandida de Mine Is Not a Holy War |
| 2022 | The Invisible Man EP            | MVD                 | como DEVO's Gerald V. Casale                                                            |